# Annick Hayraud
Pas d'image ? Cliquez ici

a Compétitions nationales et continentales officielles uniquement.

b Matchs officiels uniquement.
Annick Hayraud est une ancienne joueuse internationale française de rugby à XV, née le 9 septembre 1967 à Riom évoluant au poste de demi d'ouverture, ou d'arrière.
De 2011 à 2014, et de 2016 à 2022, elle est manager de l'équipe de France féminine de rugby à XV.

## Biographie
Elle débute le rugby très jeune et connaît sa première sélection en 1986, puis porte le maillot de l'équipe de France de rugby à XV féminin et détient le record des sélections de 2000 à 2005 (à 65 reprises), avant d'être dépassée par Estelle Sartini.
Elle est également animatrice socioculturelle à la mairie de Riom (Puy-de-Dôme).
De 2003 à 2015, elle est l'entraîneur de son club de toujours, l'AS Romagnat Rugby Féminin, ayant obtenu ses brevets d'entraîneur en 1996. En 2015, elle devient manager du club. Elle est également manager du XV de France féminin de 2011 à 2014.
En novembre 2016, elle est membre de la liste menée par Bernard Laporte pour intégrer le comité directeur de la Fédération française de rugby. Lors de l'élection du nouveau comité directeur, le 3 décembre 2016, la liste menée par Bernard Laporte obtient 52,6 % des voix, soit 29 sièges, contre 35,28 % des voix pour Pierre Camou (6 sièges) et 12,16 % pour Alain Doucet (2 sièges). Annick Hayraud intègre ainsi le comité directeur et Bernard Laporte est élu à la présidence de la fédération française de rugby. Elle est nommée responsable des équipes de France féminines et reprend le poste de manager de l'équipe de France féminine. Le 15 décembre 2016, elle démissionne finalement de sa fonction d'élue du comité directeur pour devenir salarié de la FFR grâce à une convention de mise à disposition conclue entre la FFR et sa collectivité locale,.
En mai 2022, Thomas Darracq est nommé sélectionneur et entraîneur principal de l'équipe de France. Annick Hayraud est conservé au sein de l'encadrement en tant que manager pour l'épauler. Ils mènent l'équipe à la troisième place lors de la Coupe du monde en Nouvelle-Zélande et quittent leurs fonctions respectives à la fin de l'année.
En 2024, elle est de nouveau candidate pour intégrer le comité directeur de la FFR sur la liste menée par Didier Codorniou. La liste réunit seulement 32,78 % des voix, et Annick Hayraud n'est pas élue au sein du comité d'orientation politique, nouvel organe de direction de la FFR. La semaine suivante, elle est en deuxième position pour intégrer le comité directeur de la Ligue régionale Auvergne-Rhône-Alpes de rugby mené par Julien Melin, coprésident du Rugby club des Hauts Plateaux, à Tence en Haute-Loire. Leur liste ne réunit que 25,60% des suffrages exprimés face à celle du président sortant. Annick Hayraud intègre le comité directeur dans l'opposition.

## Palmarès
- Sélectionnée en équipe de France A à 65 reprises[13], jusqu'en 2002 (capitaine de 1996 à 1998)
- Tournoi des VI Nations en 2002 (grand chelem)
- Championne d'Europe en 1996, 1999 et 2000
- Vice-championne d'Europe en 1995
- 3e de la Coupe du monde en 1991, 1994 et 2002
- Championne de France en 1994 et 1995 avec Romagnat
- Vice-championne de France en 1996 et 1998 avec Romagnat

## Décorations
- Chevalier de la Légion d'honneur (2022)[14]